# Virgule d'exclamation
 (juillet 2023).
Améliorez-le ou discutez des points à vérifier. Si le bandeau a été apposé sous l’ancien système, vous pouvez discuter sur cette page.
La virgule d'exclamation ou virgule exclamative (virgule surmontée de la partie haute d'un point d'exclamation) est un symbole de ponctuation créé par P. Villette en 1856, mais peut-être (selon les toutes dernières découvertes de Jean Méron) a-t-il été précédé, en 1843, par Charles La Loy, in Balance orthographique et grammaticale de la langue française, t. II, p. 287, Paris, chez Madame Maire-Nyon, libraire, 1843.

## Historique du signe

Une virgule d'exclamation.

P. Villette publia en 1856 un fascicule intitulé Traité raisonné de ponctuation, avec de nombreux exercices choisis dans nos meilleurs écrivains et distribués selon l'ordre des règles, dans lequel il décrit le symbole et lui donne un exemple d'utilisation (« M'entraîne loin du jour, hélas et loin de toi. »), sans toutefois lui donner de nom particulier.
Ce signe n'est qu'un exemple des autres signes de ponctuation inventés pour compléter la ponctuation traditionnelle et restés peu connus.

### Brevet
Une demande de brevet pour ce signe en tant que symbole typographique a été déposée en 1992 (soit un siècle et demi plus tard), par les Américains Leonard Storch, Ernst Van Haagen et Sigmund Silber. Ces derniers ont par ailleurs essayé de breveter en même temps la virgule d'interrogation (virgule surmontée d'un point d'interrogation). Or Charles La Loy avait aussi créé et présenté, dans le même ouvrage, la virgule interrogative.
En Europe, la demande est considérée retirée. Même si des antériorités n'avaient pas été suffisamment prouvées, la brevetabilité d'un signe typographique, en tant que forme de présentation d'information, semble exclue par l'art. 52-2 de la Convention sur le brevet européen.

## Utilisation
La virgule d'exclamation pourrait être utilisée ainsi en poésie :
Hélas +  + bas de casse
Oh +  + bas de casse
Exemples :
« Les tortues, ah les tortues les tortues ne sont pas gaies » (Robert Vigneau, Bestiaire à Marie)
« Use an exclamation comma as shown in use in the first line of the previous paragraph. »

### Même utilisation des symboles classiques
L'absence de succès de ces virgules ne vient pas particulièrement du problème des brevets, mais plutôt du fait qu'ils ne sont pas vus comme nécessaires : une licence d'utilisation des symboles existants pallie très bien leur absence.
Depuis longtemps, les poètes qui ont voulu faire respirer leur point d'exclamation comme une virgule, pour une certaine continuité du souffle, ont utilisé une association typographique (constituant une licence poétique[réf. nécessaire]) fort simple : faire suivre le point d'exclamation (!) d'une lettre minuscule (bas de casse), à la manière d'une virgule. Même en dehors de la poésie, on trouve ainsi souvent une minuscule après un « hélas ! ».